# Esino Lario
Esino Lario je obec v provincii Lecco v italské oblasti Lombardie. Nachází se asi 60 kilometrů severně od Milána, 15 kilometrů severozápadně od města Lecco a asi 4,3 km východně od břehu jezera Komo. K 31. prosinci 2004 zde žilo 772 obyvatel, plocha obce je 18,66 kilometrů čtverečních. Do obce patří části Bigallo a Ortanella.
Historické osídlení je doloženo archeologickými nálezy. Oblast kolem Esino Lario je obklopena alpskými hřebeny. Jedná se o krasovou oblast, kde se nacházejí zkameněliny, bludné balvany a jeskyně, z nichž nejznámější je Lednice na hoře Moncodeno (la Ghiacciaia del Moncodeno). Obec je součástí horského společenství Valsassina, Valvarrone, Val d'Esino a Riviera a leží v přírodním parku severní Grigna (Parco delle Grigna Settentrionale).

## Historie
Obec Esino Lario vznikla v roce 1927 sloučením obcí Dolní Esino (Esino Inferiore) a Horní Esino (Esino Superiore).

### Pravěk, Keltové a Římané

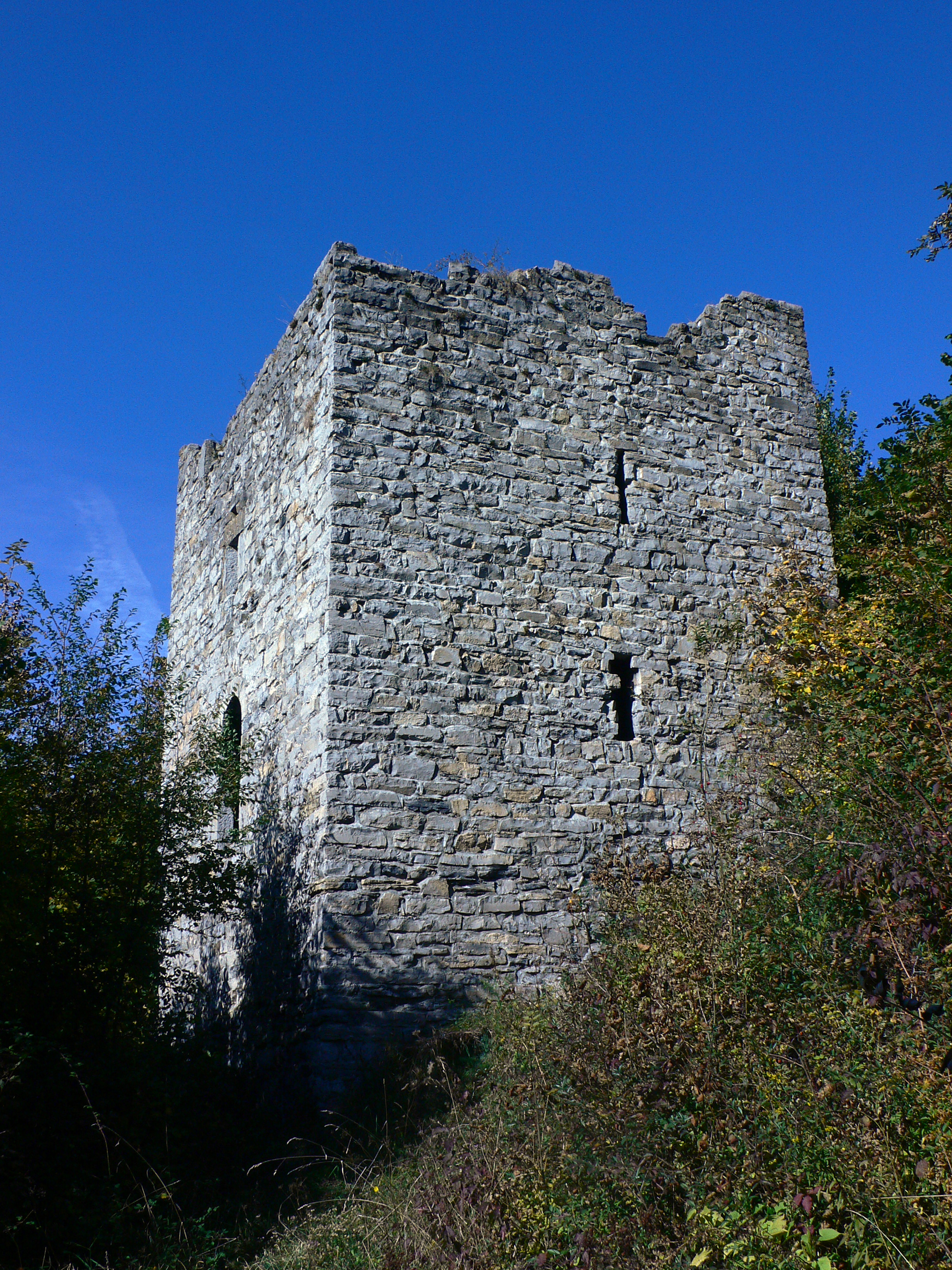
Římská strážní věž di Esino u antické silnice.

Poslední zalednění ve čtvrtohorách (Würm) začalo před 70 tisíci lety a pokrylo oblast Komo a zásadně změnilo vzhled krajiny – vytvarovalo svahy hor, vytvořilo úrodné morénové terasy, je zde zachováno mnoho známek zalednění včetně bludných balvanů. Krajina Esino Lario svědčí o alpinském vrásnění výjimečným způsobem fosiliemi, balvany a jeskyněmi a díky své výjimečnosti byla cílem zájmu přírodovědců již ve druhé polovině devatenáctého století.
Lidská přítomnost na území je doložena již od neolitu. Obzvláště významné archeologické nálezy pocházejí z 5. století před naším letopočtem a ukazují, že oblast byla přechodem z jedné z hlavních silnic podél východního břehu Komského jezera, protože převislé skály mezi Mandello a Bellano neumožňovaly přímý průchod, od Lierna cesta šplhala do obce Ortanella (v současné době část Esino Lario) a následně klesala na Vezio a Bellano. Území protínalo mnoho menších obchodních cest. Archeologické nálezy obsahují četné hroby a keltské pohřebiště. Během římského období zde probíhala obrana před nájezdy barbarů. Římské ochranné linie komunikovaly navzájem ohňovými signály v noci a kouřovými ve dne. Hrad Esino – věž, která zůstala zachována – byl jedním z opevněných bodů této obranné linie. Předpokládá se, že v té době zde vznikla i prvotní církev.

### Lombarďané
Po pádu římské říše a vládě herulského vojevůdce Odoakera a gótského Theodoricha dobyli Itálii Byzantinci během dlouhých a devastujících válek. Bezprostředně poté Langobardi sestoupili z Friuli a roku 569 dobyli Milán. Vojenská jednotka byzantské Říše, pod vedením magister militum Franciona, bránila Esino Lario proti Lombardům. Tato obrana trvala 20 let a zabránila odvetným opatřením, které následovaly po smrti krále Alboina. Nakonec Francione musel uprchnout na ostrov Isola Comacina a po šesti měsících obléhání kapituloval. Lombardský král Authari dobyl území. Lombardové povolili místním lidem pokračovat v jejich práci, ale třetina produktů byla konfiskována jako daň.

### Svobodné obce
Ke konci dvanáctého století se posílila úloha řemeslníků a vznikaly "svobodné" obce. Jednou z nich bylo Generální společenství Valsassina (a Comunità Generale della Valsassina), ke které patřilo Esino Lario. Stanovy obce byly odvozeny ze starých zvyků. Každá vesnice byla podřízena své radě, tvořené hlavami rodin. Zástupci obou obcí, Horního a Dolního Laria, byli v Radě generálního Společenství, které sídlilo v Introbio. Tam, v paláci praetoriánské stráže sídlil soud, který byl spravován zpočátku konzulem, později starostou.

### Španělská nadvláda
V prvních desetiletích 16. století bylo východní Lario blízko k armádám zapojeným do sporu mezi Francií a Španělskem. Dobrodruh Gian Giacomo Medici se pokoušel vytvořit knížectví u Komského jezera a flotila dlouho odolávala silám vévody Františka II. Maria Sforzy. Nakonec bylo Bellano dobyto, drancováno a hladomor zuřil v každé obci. Vévoda zemřel bez dědiců, a Milán připadl v roce 1535 pod španělskou nadvládu. Následovala dvě století postupného rozkladu: archivy obce odhalují bídu, útlak, loupeže a nespravedlnosti. Jedinými pozitivními událostmi byly dvě pastorační návštěvy Karla Boromejského v Esinu v roce 1565 a 1582. Mor v roce 1630 si vyžádal mnoho obětí ve Valsassinu; v Esinu zemřelo 50 obyvatel. Po zbytek století žili obyvatelé kraje v bídě. Ve druhé polovině roku 1600 se Valsassina navzdory starým privilegiím dostala do sporu s komorou.

### Sjednocení Itálie
Ačkoliv malé město bylo velmi chudé, zúčastnilo se hnutí Sjednocení Itálie. Po zprávách o povstání v Miláně v roce 1848, se vypravila skupina dobrovolníků do Lecca a připojila se k jednotkám na pomoc Milánu. Po návratu Rakušanů byli účastníci povstání vězněni v Bellanu. Kolem roku 1859 Esino připojilo své síly k italské Národní gardě, a to zbraněmi, muži v uniformách a pochodovou hudbou. Mladý student Pietro Pensa se zúčastnil jako dobrovolník v taženích na Sicílii a do Neapole a byl vyznamenán bronzovou medaili. Prvních 50 let království Itálie bylo pro obyvatelstvo velmi těžké. Dřevo pro výrobu uhlí pro tavicí pece již nebylo potřebné, a obchod s ním upadl.
Hospodářský pokles a populační růst vyvolaly emigrační vlnu. Mnoho obyvatel se stěhovalo do Jižní Ameriky a do Kalifornie. Přes tento pokles byly v obci provedeny obecně prospěšné práce: byly nově vydlážděny ulice k jezeru a do hor do vzdálenosti dvaceti kilometrů a zřízeny dva veřejné vodovody.

### 20. století
Sto dvacet pět občanů z Esina padlo během první světové války. Čtyři z nich byli vyznamenáni stříbrnými a tři bronzovými medailemi. Po válce byla zahájena transformace místní ekonomiky stavbou nové silnice (Strada agro-silvo-pastorale) v roce 1925. Spojení dvou obcí, Horního a Dolního Esina, vytvořilo v roce 1927 nové město Esino Lario. Došlo ke sjednocení škol a ke zlepšení výkonnosti úřadů. V roce 1930 byl postaven současný hřbitov.
Druhá světová válka představovala tragédii. V okolí obce probíhala partyzánská válka. V té pomáhal místní farář i občanská správa obce.
V roce 1958 byla rozšířena a zpevněna silnice od Komského jezera. V roce 1957 byla k obci připojena část Ortanella. V letech 1950–1967 byl upraven místní vodovod. V roce 1974 byla zřízena kanalizace a v roce 1975 byla opravena radnice.

## Přírodní poměry

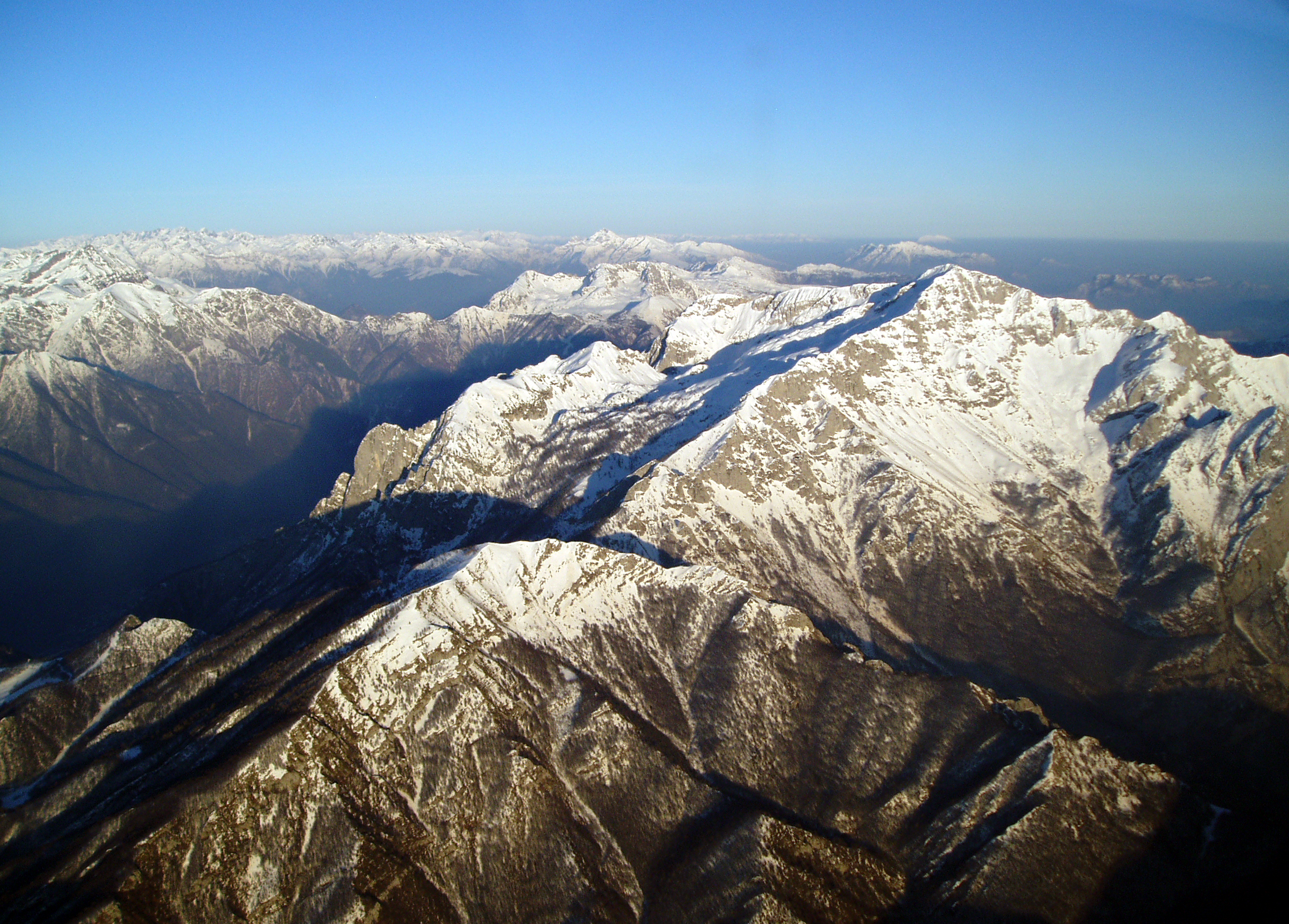
Masiv Grigna a Monte Croce

Město leží v podhůří Alp na severovýchodních svazích horské skupiny Grigna, v čele malého údolí Valsassina. Město se skládá ze dvou odlišných středisek: Horní a Dolní Esino, které se nachází v nadmořské výšce kolem 900 m n. m.; další menší lokality v rámci obce jsou Cainallo, téměř na 1300 m n. m., a Ortanella, o něco méně než 1000 m n. m.
Okres je hornatý: nejnižší bod se nachází 554 m n. m., zatímco nejvyšší bod je vrchol Grigne, 2409 m.
Za zmínku stojí rozsáhlý amfiteátr na úpatí hory Moncodeno, který se nachází mezi 1700 a 2300 m n. m., vyznačuje velkým počtem závrtů a téměř pěti sty jeskyní, vytvořených kombinovaným působením krasových procesů a eroze ledem během ledových dob. Nejznámější z těchto jeskyní je tzv. Lednice v Moncodeno.
Lokalita je charakteristická hojnou přítomností mořských fosilních usazenin, v důsledku geologické historie podhůří Alp, které se vynořily z moře během tektonických pohybů alpinského vrásnění v kenozoiku. Tyto nálezy byly předmětem zájmu mnoha paleontologů. Mezi prvními je studoval geolog a paleontolog Antonio Stoppani v 19. století.

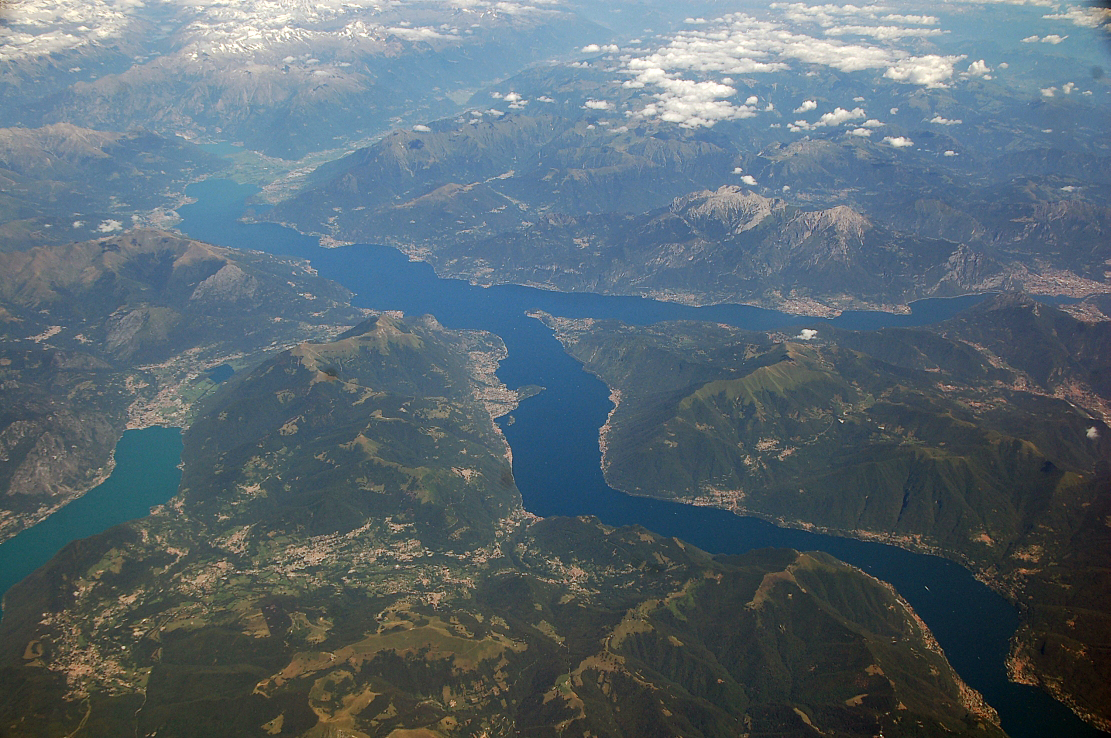
Letecký pohled na Komské jezero. Esino Lario je jedním ze dvou návrší v pravé horní části snímku.

### Vodstvo a podnebí
Esino Lario spadá hydrologicky do povodí řeky Pád, konkrétně do povodí řeky Adda, která protéká Komským jezerem, jež se nachází asi tři kilometry západně od obce. Na území obce pramení množství malých vodních toků, které se postupně vlévají do potoka Esino, který u nedaleké obce Perledo ústí do zmíněného jezera.
Oblast, nacházející se v údolí Valsassina, má vlhké, mírné podnebí, chladnější než v údolí Pádu v důsledku vyšších nadmořských výšek. V nejbližší meteorologické stanici, v Barzio (770 m n. m., tj. zhruba o 100 metrů níže, než je Esino Lario), je průměrná roční teplota 10 °C (pro porovnání v Miláně je to 13 °C). Úhrn srážek je bohatý, více než 1700 mm za rok, a je rovnoměrně rozložen po celý rok. Léta jsou mírná, s častými dešťovými přeháňkami a bouřkami. Průměrná letní teplota se pohybuje kolem 19 °C, vyšší v červenci a srpnu, a mírně nižší v červnu; během nejintenzivnějších veder maximální teploty velmi zřídka překročí 32 °C. Zimy jsou poměrně mírné; průměrná teplota za prosinec, leden a únor se pohybuje kolem 1–2 °C, více či méně stejná teplota je zaznamenána v údolí Pádu v mnohem nižších polohách. To je vzhledem k fenoménu teplotní inverze často pozorováno uprostřed zimy, kdy subtropické vysokotlaké systémy dosahují severní Itálie. Zimy mohou být bohaté na sníh, protože cyklóny nesou vlhký a studený vzduch ze severního Atlantiku.
| Esino Lario – podnebí                         | Esino Lario – podnebí | Esino Lario – podnebí | Esino Lario – podnebí | Esino Lario – podnebí | Esino Lario – podnebí | Esino Lario – podnebí | Esino Lario – podnebí | Esino Lario – podnebí | Esino Lario – podnebí | Esino Lario – podnebí | Esino Lario – podnebí | Esino Lario – podnebí | Esino Lario – podnebí |
| Období                                        | leden                 | únor                  | březen                | duben                 | květen                | červen                | červenec              | srpen                 | září                  | říjen                 | listopad              | prosinec              | rok                   |
| --------------------------------------------- | --------------------- | --------------------- | --------------------- | --------------------- | --------------------- | --------------------- | --------------------- | --------------------- | --------------------- | --------------------- | --------------------- | --------------------- | --------------------- |
| Nejvyšší teplota [°C]                         | 8                     | 10                    | 15                    | 17                    | 22                    | 25                    | 28                    | 27                    | 22                    | 17                    | 12                    | 8                     | 28                    |
| Nejnižší teplota [°C]                         | −1                    | 0                     | 3                     | 6                     | 11                    | 14                    | 16                    | 16                    | 12                    | 8                     | 3                     | −1                    | −1                    |
| Průměrné srážky [mm]                          | 67                    | 45                    | 61,8                  | 146,8                 | 164,8                 | 179,3                 | 149,9                 | 148,7                 | 170,1                 | 144,8                 | 143,1                 | 73,8                  | 1 495,1               |
| Zdroj: World Weather Online 27. prosince 2015 |                       |                       |                       |                       |                       |                       |                       |                       |                       |                       |                       |                       |                       |

## Obyvatelstvo
Vývoj počtu obyvatel:

## Vedení obce
| od   | do         | starosta           | politická strana           |
| ---- | ---------- | ------------------ | -------------------------- |
|      |            | Giulio Nasazzi     |                            |
| 1956 | 1975       | Pietro Pensa       | Lista civica Stella Alpina |
| 1975 | 1980       | Giuseppe Bertarini |                            |
| 1980 | 1990       | Carlo Maria Pensa  | křesťanská demokracie      |
| 1990 | 1999       | Giovanni Grosso    | křesťanská demokracie      |
| 1999 | 2006       | Constant Grassi    | Lista civica               |
| 2009 | 2014       | Giovanni dell'Era  | Lista civica               |
| 2014 | 2015       | úředník            | úředník                    |
| 2015 | současnost | Pietro Pensa       | Lista civica               |

## Hospodářství

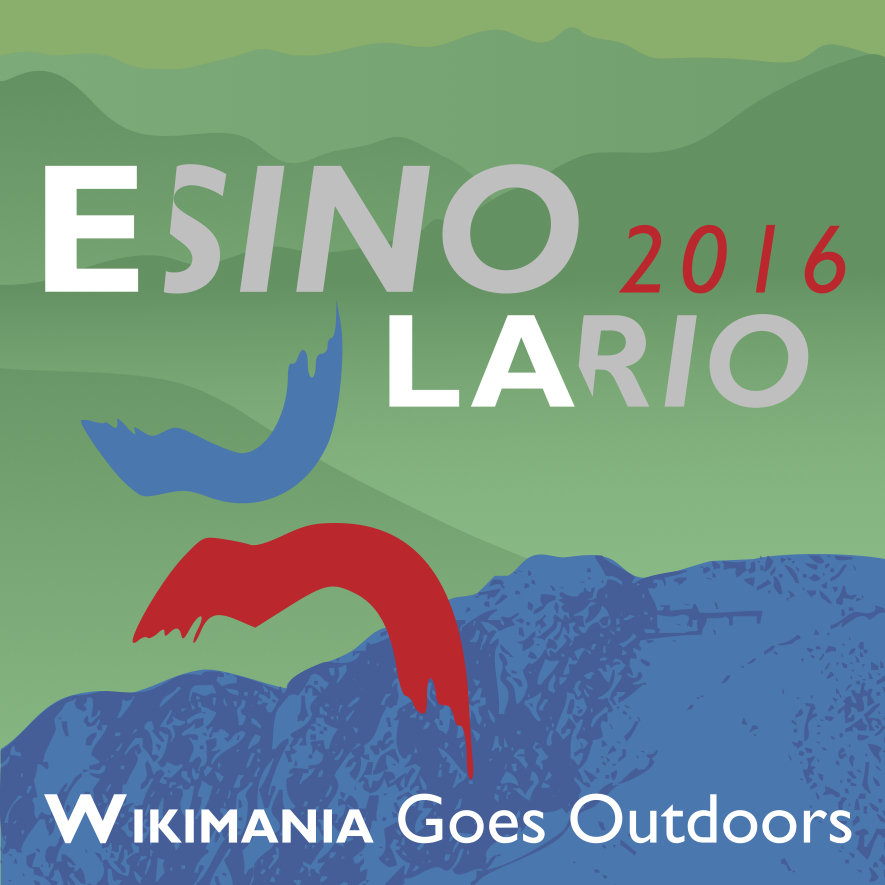
Logo Wikimanie 2016 v Esino Lario

### Lesnictví
Historicky hlavní ekonomickou činností Esino Lario je dřevařství, jsou zde rozsáhlé lesy buků a habrů. Esino Lario bylo součástí skupiny obcí Grigne která poskytovala dřevěné uhlí pro výrobu železa ve Valsassině. Společné vlastnictví lesů je zvláštností obce; lesy patří městu a jsou rozděleny pro použití mezi obyvatele a částečně postupovány dědičným právem.

### Cestovní ruch
Cestovní ruch v Esino Lario začal koncem 19. století a souvisí s dobou, kdy se Antonio Stoppani a další geologové začali zajímat o výzkum fosilií v oblasti Grigne. Obec se stala ekonomickým centrem kraje v roce 1960, kdy se jí přezdívalo "perla Grigne". Během sedmdesátých let 20. století navštěvovalo kraj asi 12 tisíc turistů ročně.
Nové zdroje vody, které přivedl akvadukt Valsassina, umožnily založení lyžařských středisek, takže turisté navštěvovali kraj i v zimě. V devadesátých letech ale cestovní ruch začal klesat, protože nedostatek sněhu neumožnil provoz sjezdovek.
Město bylo vybráno jako hostitel Wikimanie 2016, každoroční konference hnutí Wikimedia, která zde proběhla v červnu 2016.

## Doprava

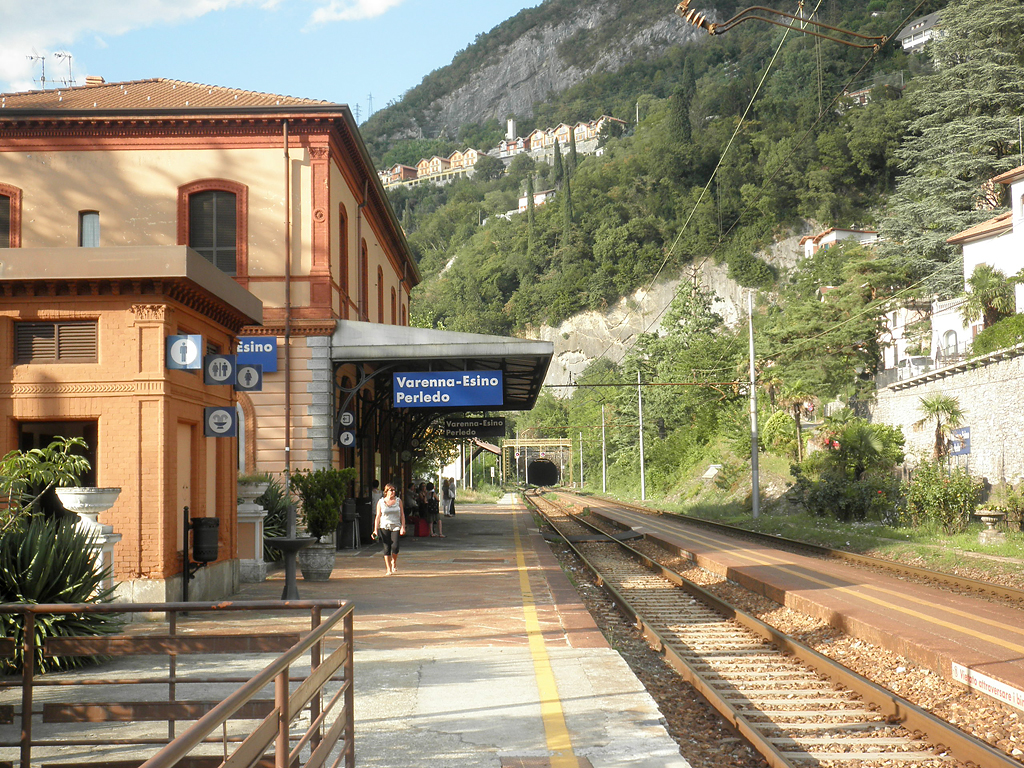
Nádraží Varenna-Esino-Perledo

Obcí Esino Lario prochází silnice 65 (Strada Provinciale 65). Nejbližší železniční nádraží je Varenna-Esino-Perledo, 12 kilometrů vzdálené.
Nejbližší veřejné letiště je milánské letiště Malpensa, mezinárodní letiště Il Caravaggio (L'Aeroporto Internazionale Il Caravaggio, Aeroporto di Bergamo-Orio al Serio) nebo letiště Linate (Aeroporto di Milano-Linate).

## Kulturní a společenské instituce

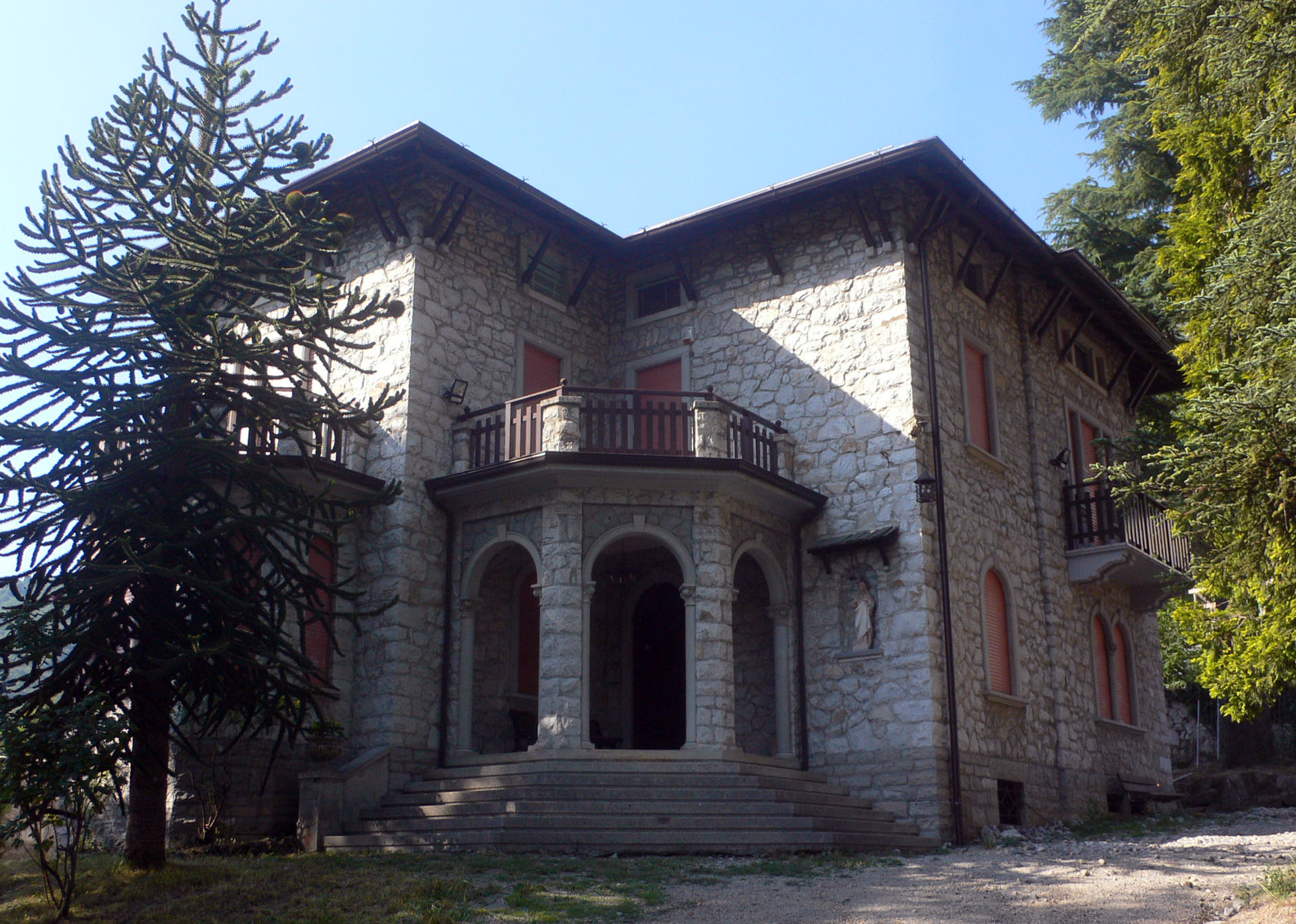
Villa Clotilde

Villa Clotilde je stavba v centru města Esino Lario. V budově sídlí turistická kancelář, veřejná knihovna a Archivio Pietro Pensa se specializovanou knihovnou místní historie. Dále je to sídlo muzea Eco Grigne a nalézá se zde část sbírky Muzea Grigne a některá díla současného umění.

### Knihovny
Městská knihovna sídlí od roku 2008 ve Ville Clotilde, Via Montefiori 19. Knihovna byla založena z iniciativy dobrovolníků a od roku 2010 je jedním z výpujčních míst knihovního systému v provincii Lecco. Specializovaná knihovna místní historie (Biblioteca specialistica di Storia locale), která vznikla z knižního fondu archivu Pietra Pensa, se nachází ve stejné budově a je pro veřejnost otevřena pouze pro studijní účely.

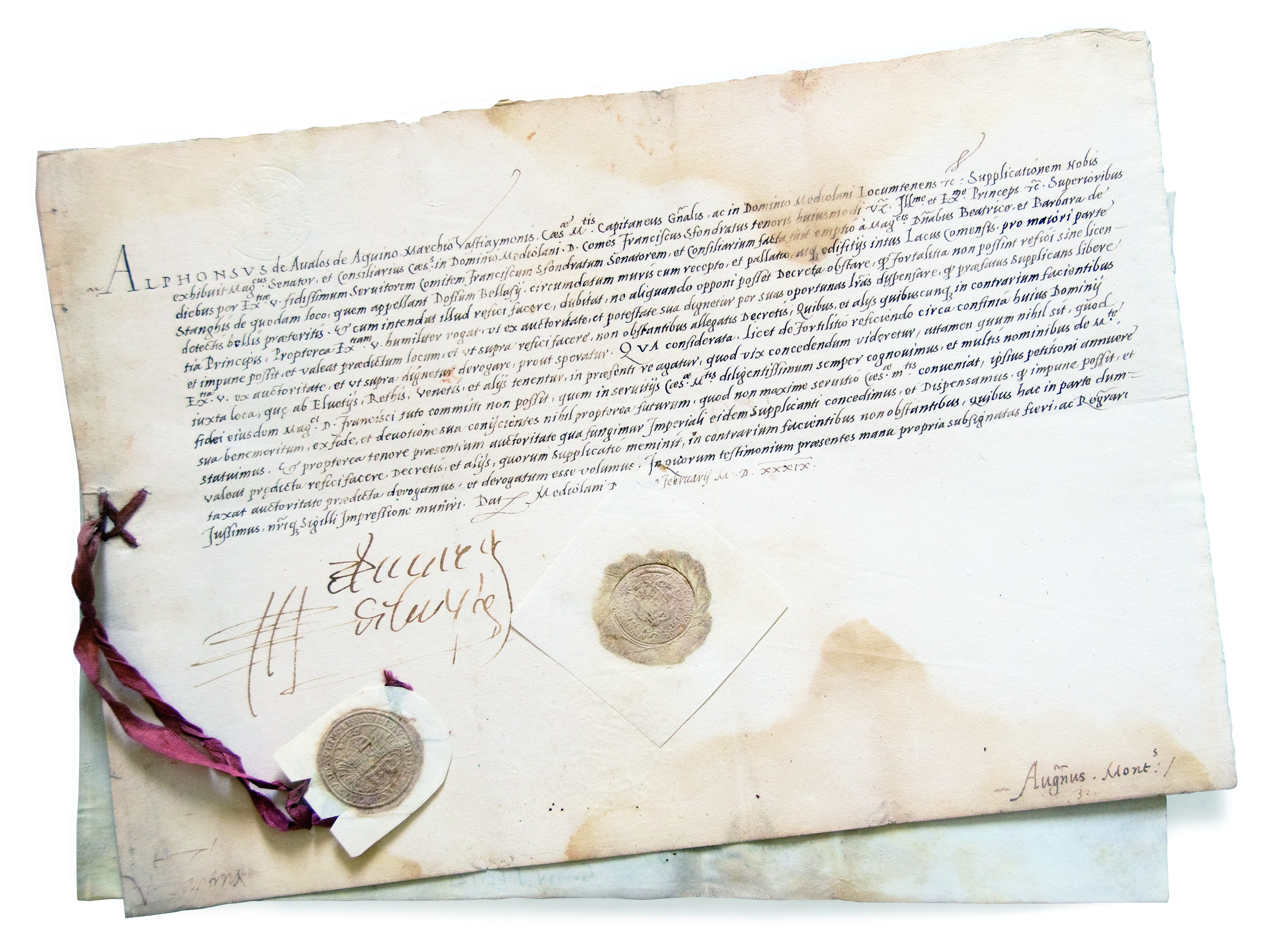
Jeden z dokumentů uchovávaných v Archivio Pietro Pensa

V obci sídlí též Archiv Pietra Pensy (Archivio Pietro Pensa) je soukromý archiv, který sídlí ve Ville Clotilde a je řízen Spolkem přátel Muzea Grigne Onlus. Archiv uchovává staré dokumenty (14.–20. století) a dokumenty inženýra, správce a místního historika Pietra Pensy. Archiv uchovává 182 pergamenů a dalších vzácných dokumentů z oblastí Valsassina, Esino Lario, Lario a Valtellina; dále knihy, fotografie a mikrofilmy (mikrofiše).

### Muzea
V obci se nachází dvě muzea, a to Muzeum Grigne a Ekomuzeum v Grigne. Muzeum Grigne v Esino Lario je první místní muzeum v provincii. Založil jej v roce 1930 tehdejší farář Don Giovanni Battista Rocc, aby seznámil veřejnost se složitou historií okresu. Muzeum uchovává a ukazuje vývoj člověka a jeho životního prostředí od počátků až do současnosti. Z tohoto důvodu jsou sbírky rozděleny na tři odlišné části, podle jednotlivých částí obce a jsou věnovány geologii, botanice, zoologii a místní historii. Muzeum je součástí muzejního systému provincie Lecco.
Ecomuzeum v Grigne (Ecomuseo delle Grigne) je obecní ekologické muzeum, které vzniklo v roce 2008 z iniciativy spolku Přátel Muzea Grigne Onlus (řídící orgán) a města.

### Umění
V roce 2007 Spolek přátel Muzea Grigne Onlus začal podporovat vznik současných uměleckých děl přímo v obci.

## Památky

### Církevní památky

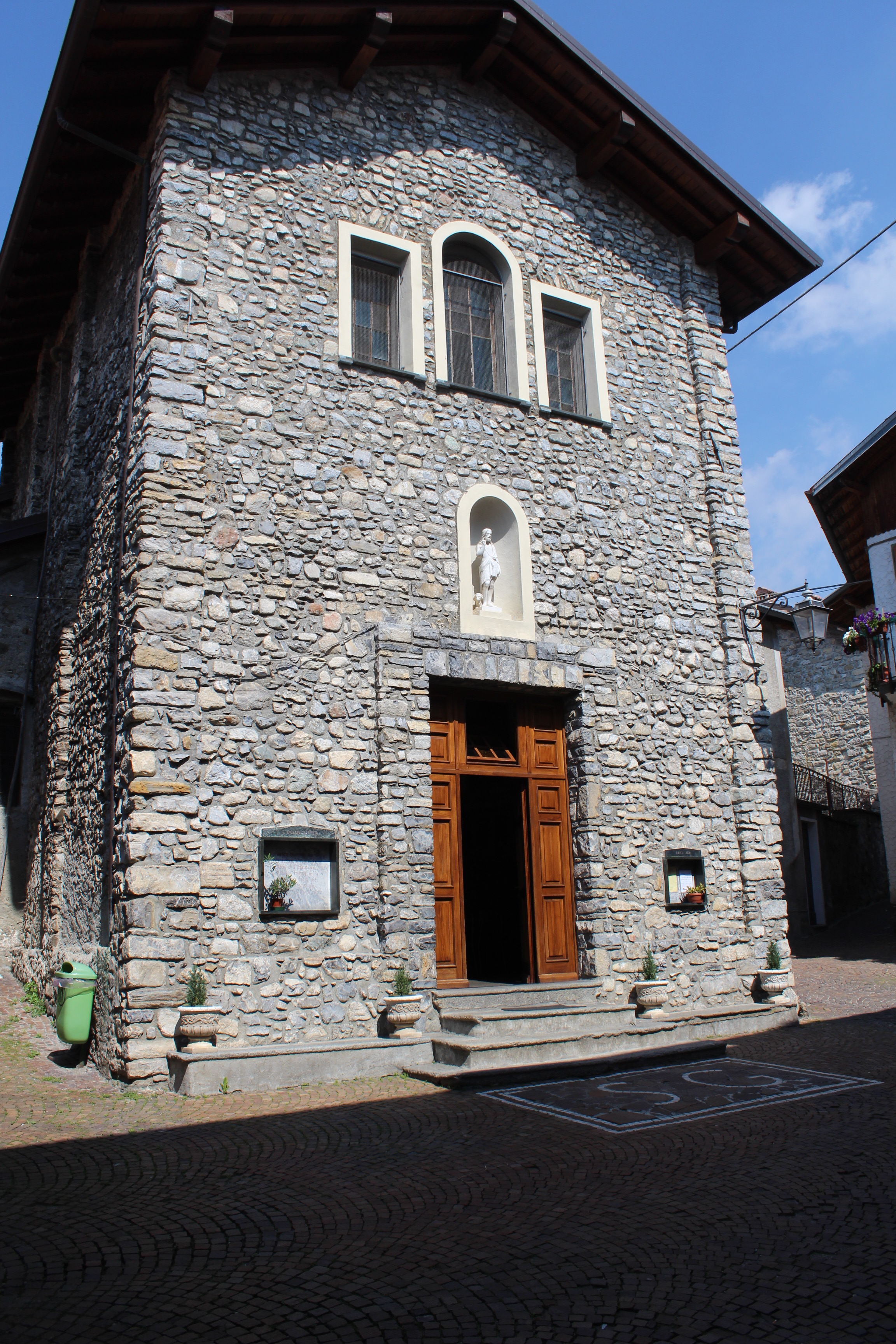
Kostel svatého Jana v Esino Inferiore

- Farní kostel svatého Viktora z Milána, mučedníka (Victor Maurus). Farnost sv. Viktora se datuje od patnáctého století a je součástí milánské diecéze. Ve třináctém století patřil kostel do farnosti Varenna, snad na počátku čtrnáctého století přešel pod farnost Perledo. Samostatná farnost vznikla v roce 1455. V devatenáctém a dvacátém století byla farnost Esino zahrnuta do farnosti a vikariátu Perledo až do roku 1971, kdy vzniká děkanství Alto Lario v pastorační oblasti III Lecco. V roce 1552 bylo zřízeno kanonické bratrstvo Nejsvětější svátosti a v roce 1662 bratrstvo svatého růžence, které v roce 1722 navštívil arcibiskup Benedetto Odescalchi Grass
- Kostel svatého Petra v Ortanelle
- Modlitebna svatého Mikuláše biskupa. Ve svatyni se nachází ostatky padlých z první a druhé světové války.
- Filiální kostel svatého Jana Křtitele v Esino Inferiore
- Filiální kostel svatého Antonína v Esino Superiore
- Kostelík Nanebevzetí Panny Marie u horského střediska Cainallo (Chiesa di Santa Maria Assunta a Cainallo)
- Kaple Panny Marie (Madonna delle Pianche) v místě, zvaném Pscenche u staré cesty Esino Inferiore – Varenna
- Kaple svatého Kříže v místě, zvaném Crocefisu u staré cesty Esino Superiore – Perledo
- Kaple svatého Grata, biskupa v lokalitě Sen Graa v místní části Bigallo u nové cesty do Ortanella
- Kaple Panny Marie Sněžné v lokalitě Aguei
- Křížová cesta (Via Crucis) od sochaře Michele Vedaniho (1874–1969).
- Kaple Gisöl di Fat na místě zvaném Pozzal Vec v Ortanelle – freska Ukřižování

### Občanské stavby
- Villa Clotilde, sídlo řady místních kulturních institucí
- Horská chata Minuccia od architekta Mino Fiocchiho (1893–1983) se sochou Panny Marie s bramboříky od Michele Vedaniho.
- Lavatoi e Poz de Sen Carlo (Lavatoio e Pozzo di San Carlo), pramen a antický mycí žlab u staré cesty do Bigallo a Alpe di Esino
- Lavatoi nöf (Lavatoio nuovo), mycí žlab na začátku starověké silnice na Esino Dolní Ortanella.
- Pozz de Sen Gioan (Pozzo di San Giovanni), studna a napajedlo v Dolním Esinu na starověké cestě do Varenna.
- La Fesè, obecní kašna v Horním Esinu s mozaikou zobrazující setkání Ježíše se Samaritánkou.

### Vojenská architektura
- Věž Esino

## Významné osoby
- José Nasazzi, uruguayský fotbalista, účastník mistrovství světa ve fotbalu 1930 – jeho otec pocházel z Esino Lario
- Pietro Pensa, inženýr a podnikatel, také bývalý starosta obce
- Enrico Mino, armádní generál, velitel sboru Carabinieri, syn místního lékaře se narodil a je pohřben v Esino Lario